# Cadet (militair)

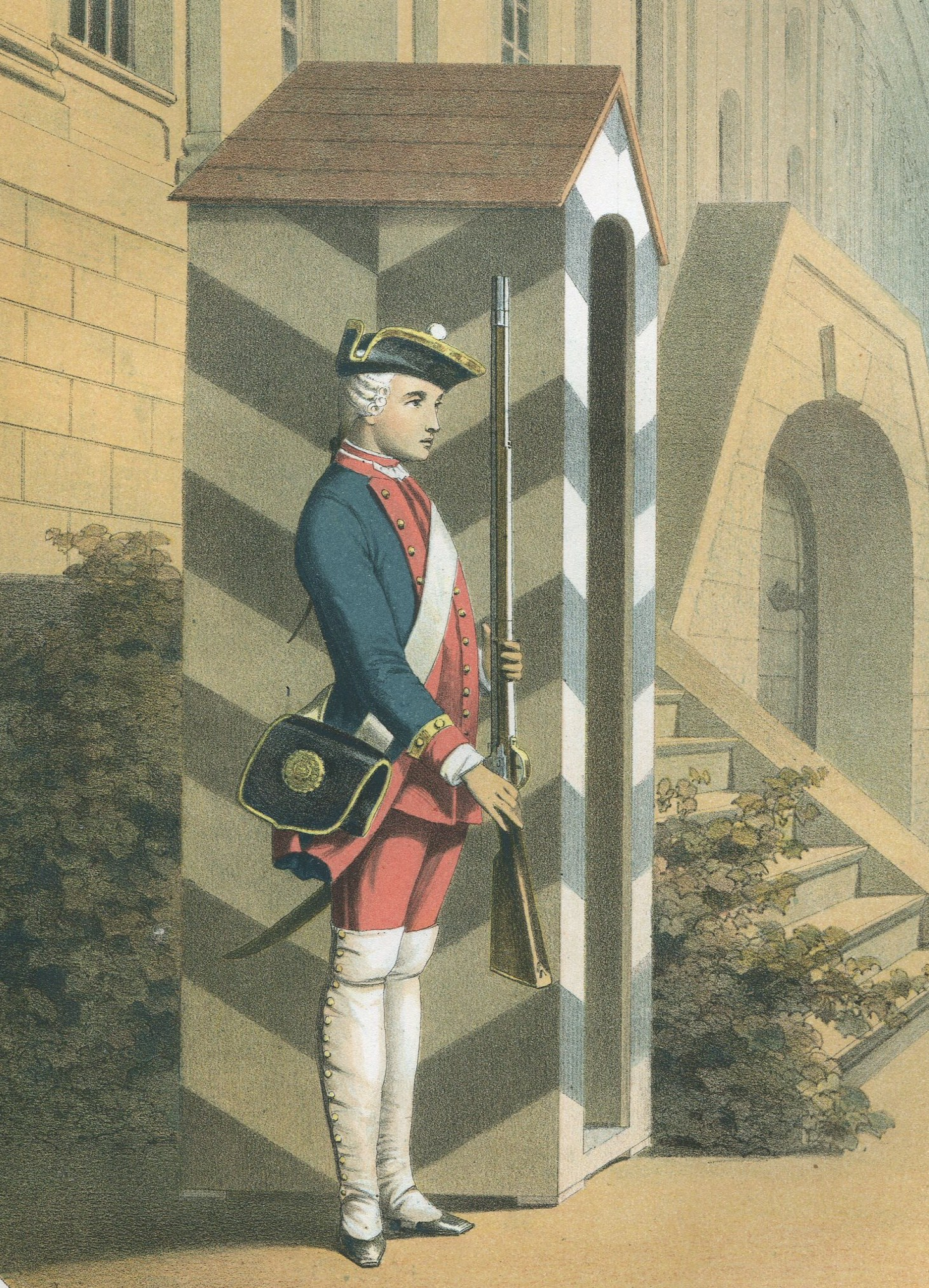
Duitse Kadett in Berlijn, 1717

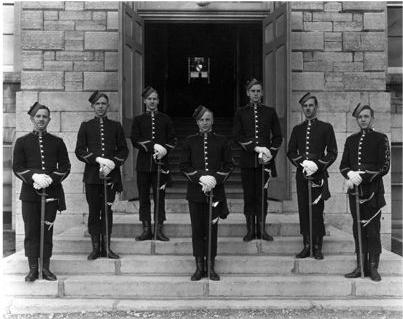
Canadese cadetten ±1880

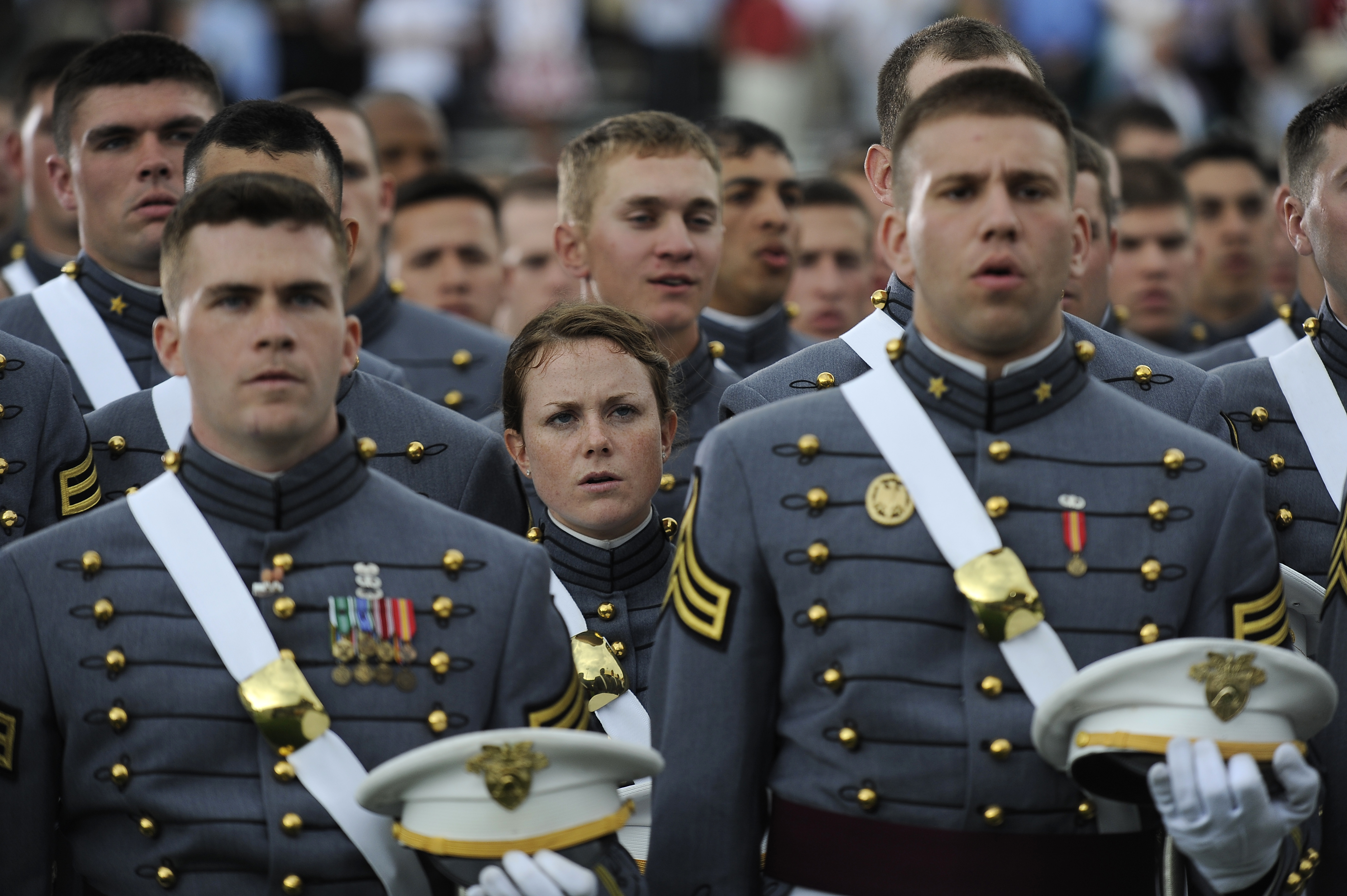
Amerikaanse cadetten van West Point

Een cadet is een officier in opleiding.

## Etymologie
Het woord cadet komt van capdet, wat weer afkomt van capitettus, de verkleinvorm van het latijnse caput, wat chef betekent; de capdet is de “kleine chef”, in tegenstelling tot de “grote chef”, ofwel het hoofd van het gezin.

## Gebruik in de krijgsmacht
De oorspronkelijke betekenis van cadet was “jongste zoon”. De jongste zonen van adellijke families kregen een beperkt jaargeld, dat door hun oudere broers werd uitbetaald. Mede om de oudere broers te ontlasten werd een deel van hen geestelijke, en een ander deel werd sinds de 17e eeuw in de krijgsdienst van de vorstenhuizen gelokt. Zij kregen op kosten van de staat een militaire opleiding. Later werden ook jongemannen, die geen oudere broers hadden cadet genoemd. Hiermee veranderde de betekenis van cadet in die van "jongeman van goede afkomst, die opgeleid wordt tot officier".
In de 18e eeuw ontstond in Frankrijk ten tijde van de Eerste Franse Republiek de behoefte aan beter opgeleide officieren van met name de artillerie en Genie beter op te leiden. Daarom werden er scholen opgericht waar "…deux cadets par compagnie suivaient cette instruction…" ("…twee cadetten per compagnie deze opleiding volgden…"). In 1682 werden de eerste compagnies de cadets-gentilshommes opgericht in Besançon, Brisach, Strasbourg, Metz, Tournai  en Charlemont. De jonge cadetten moesten tussen de 15 en 24 jaar oud zijn en van adellijke of welgestelde afkomst zijn. In de loop van de 17e en 18e eeuw werden dergelijke cadettenscholen ook in andere Europese landen opgericht.
Tegenwoordig spreekt men in Duitsland van Kadett, in Frankrijk van élève-officier en in veel Engelstalige landen van cadet.  In Rusland sprak men vóór de revolutie van 1917 van кадет (kadet), maar tegenwoordig van курсант (kursant). Bij veel marines heeft een officier in opleiding vaak een andere naam: in Nederland bijvoorbeeld adelborst, in Duitsland Seekadett ('zeekadet'), in Frankrijk net als bij de landmacht élève-officier, in veel Engelstalige marines midshipman, en in het Russisch мичман (mitsjman). In Canada Naval Cadet (en)/Aspirant de Marine (fr).

## België
Bij Koninklijk Besluit 12232 van 29 juli 1897 werd naast de bestaande Pupillenschool in Namen een Cadettenschool opgericht om zonen van officieren voor te bereiden op een militaire loopbaan. De leerlingen van de Cadettenschool werden cadet genoemd. In 1951 werd bij Koninklijk besluit het Predicaat Koninklijk toegevoegd aan de naam van de school. Tot 1991 verschafte de Koninklijke Cadettenschool (KCS) (École Royale des Cadets (ERC)) in een militaire sfeer een algemene en academische vorming op het niveau van secundair onderwijs als voorbereiding op de toegangsproeven voor de Koninklijke Militaire School (België).

## Nederland

Rangonderscheidingsteken cadet-vaandrig KLu

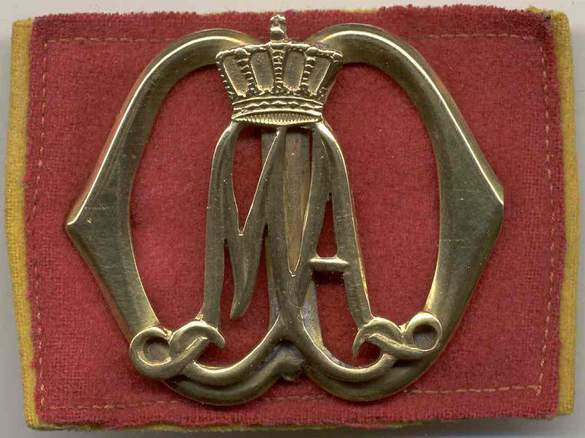
Baretembleem KL cadetten

In Nederland worden de studenten aan de Koninklijke Militaire Academie cadet genoemd. Vroeger werden ook de leerlingen aan verschillende cadettenscholen cadet genoemd.
Bij de Koninklijke Marine wordt een officier in opleiding aan het Koninklijk Instituut voor de Marine (KIM) geen cadet maar adelborst genoemd.
Aanspreektitel
Een adelborst wordt evenals een cadet aangesproken met  jonker.

### Vroege cadettenscholen
In 1789 werden in Nederland de eerste krijgskundige artilleriescholen opgericht te Zutphen, Breda en Den Haag, en in 1795 één te Groningen. Aan de artillerieschool te Zutphen werd in 1800 een genieschool toegevoegd. In 1805 werden de scholen te Breda, Den Haag en Groningen ontbonden en werd de Zutphense school naar Amersfoort verplaatst, onder de naam van Lands Theoretische en Practische Militaire School, later Koninklijke Artillerie- en Genieschool. In 1806 werd te Honselersdijk de Koninklijke Militaire Cadettenschool voor de Wapens der Infanterie en Cavalerie opgericht. In 1809 werden de scholen in Honselersdijk en Amersfoort samengevoegd tot de Koninklijke Militaire School, die in Den Haag werd gevestigd. In 1810 werd de school tijdens de inlijving bij het Eerste Franse Keizerrijk ontbonden.

### Cadettenschool Alkmaar
De Cadettenschool in Alkmaar was van 1893 tot 1924 een school waar jongens tussen de 15 en 17 jaar werden voorbereid om later aan de Koninklijke Militaire Academie in Breda te worden opgeleid tot beroepsofficier.

### Koninklijke Militaire Academie
In 1814 werd te Delft een nieuwe Artillerie- en Genieschool gevestigd, bestemd tot opleiding van hoogstens zestig cadetten voor de officiersrang bij de Wapens der Artillerie en Genie, en tot aspirant-ingenieurs van de waterstaat. Voor de infanterie en cavalerie konden nog veertig cadetten worden toegelaten, maar deze studeerden op eigen kosten, ontvingen geen toelage en droegen het uniform van het wapen waartoe zij behoorden zonder enig distinctief. De cadetten mochten niet jonger dan veertien en niet ouder dan twintig jaar zijn. In 1826 werd de Artillerie- en Genieschool te Delft opgeheven en werd de Koninklijke Militaire Academie in Breda opgericht. De studenten bleven cadetten heten.

#### Rangen
In de 19e eeuw en begin 20e eeuw kende men aan de KMA rangen zoals cadet-wachtmeester, cadet-kornet, cadet-sergeant, cadet-korporaal en cadet-kanonnier der eerste klasse.
Vanaf 1968 werden alle eerstejaarsstudenten aan de KMA cadet, de tweedejaars cadet-korporaal, de derdejaars cadet-sergeant en de vierdejaars cadet-vaandrig, ongeacht hun wapen of dienstvak, en ongeacht een eventueel vóór de opleiding beklede rang.:p378
Sinds 2000 worden de rangen weer gehanteerd die gebruikt worden bij het krijgsmachtdeel en het wapen of dienstvak waar de cadet voor bestemd is, en kent men dus weer cadet-wachtmeester en cadet-kornet voor cadetten van de Koninklijke Marechaussee, de cavalerie en de artillerie.
Rangonderscheidingsteken
Sinds 2000 is een cadet is te herkennen aan het embleem van de KMA (de gekroonde letters MA) boven het rangonderscheidingsteken aan het baretembleem en de kraagspiegels op het DT. Voordien was hij of zij te herkennen aan het baret-, kraag-, of schouderembleem.
Uitzonderingen
- Officieren in opleiding aan het Opleidingscentrum officieren van speciale diensten (OCOSD) van de KL, aan de Luchtmacht Officiers- en KaderSchool (LOKS) (later Luchtmacht Officiersschool (LUOS).[noot 2]) of aan een van de Scholen voor Reserve Officieren van de KL werden geen cadet genoemd maar leerling.[7]
- Toen er vanaf 1995 op de KMA ook BBT[8]-officieren opgeleid werden deze eerst geen cadet maar cursist genoemd.[5]:p475, 483, maar sinds 2000 worden zowel BBT'ers als BOT'ers[9]- als cadetten aangeduid.[5]:p474
- Cursisten aan de Korte Officiersopleiding verkort (KOOv) aan de KMA en specialisten, die al een hbo of universitaire studie hebben afgerond, bijvoorbeeld journalist of arts, en die aan de KMA een korte officiersopleiding volgen om door defensie worden ingezet op hun eigen vakgebied worden geen cadet genoemd maar cursist.[5]:p468

## Trivia
- De Opel Kadett is genoemd naar de militaire rang ‘cadet’. Opel heeft ook andere modellen genoemd naar militaire rangen, zoals Opel Admiral, Opel Commodore, Opel Kapitän, respectievelijk genoemd naar de rangen admiraal, commandeur (in het Duits “Kommodore”) en de kapitein.